# Megophrys wushanensis
Espèce
Synonymes
- Xenophrys wushanensis (Ye & Fei, 1995)

Statut de conservation UICN

 LC  : Préoccupation mineure
Megophrys wushanensis est une espèce d'amphibiens de la famille des Megophryidae.

## Répartition
Cette espèce est endémique de la République populaire de Chine. Elle se rencontre entre 945 et 1 200 m d'altitude dans les provinces du Sichuan, du Chongqing, du Shaanxi et du Hubei.

## Publication originale
- Ye & Fei, 1995 : Taxonomic studies on the small type Megophrys in China including descriptions of the new species (subspecies) (Pelobatidae: genus Megophrys). Acta Herpetologica Sinica, vol. 4, no 5, p. 72-81.